# Garrison (Iowa)
Garrison – miasto w Stanach Zjednoczonych, w stanie Iowa, w hrabstwie Benton. W 2000 roku liczyło 413 mieszkańców.